# Koton
Koton — турецкая транснациональная компания по производству одежды. По состоянию на 2015 год у сети было более 362 розничных магазинов в 25 странах. На сегодняшний день Koton располагает 34 фирменными магазинами в России, восемь из которых находятся в Москве.
Ассортимент выпускаемой компанией продукции состоит из трикотажа, рубашек, блузок, джинсов, брюк, юбок, платьев, футболок, толстовок, свитеров, курток, обуви, сумок и бижутерии для мужчин и женщин. 

## История
Первый магазин компании площадью 25 квадратных метров был открыт в 1988 году в районе Кузгунчук, Стамбул семейной парой Йылмаз. Изначально магазин существовал для продажи избыточных продуктов и поддерживался семьей Йылмаз для дополнительного источника заработка. Однако после того как магазин привлек большое внимание, семейство полностью переквалифицировались на управление бизнесом, прекратив работу по основной специальности (муж работал военным, а жена учительницей в школе). В 1995 году было налажено собственное производство, затем открыт первый зарубежный магазин в Германии (Мюнхен) в 1996 году. К настоящему времени наибольшее число магазинов Koton за рубежом открыто в России и Германии.
В 2016 году всего функционировало 455 магазинов бренда в 24 странах мира. В России магазины бренда были открыты в 15 городах, в Москве насчитывалось 8 магазинов. В том же году общий объем инвестиций Koton в России оценивался в 40 млн долларов. В сентябре 2016 года состоялось открытие первого фирменного магазина бренда в Белоруссии — на территории торгового центра «Galleria Minsk». 19 мая 2018 года открылся первый магазин бренда на Украине — в ТРЦ Lavina Mall, в городе Киев.